# Massalski
Massalski (en rus: Масальский) és un poble (un possiólok) del krai de l'Altai, a Rússia, que el 2013 tenia 1.669 habitants. Pertany al districte de Lóktevski.